# Ljudinovo
Ljudinovo (rusky Людиново) je město v Kalužské oblasti v Ruské federaci. Při sčítání lidu v roce 2010 mělo přes čtyřicet tisíc obyvatel.

## Poloha a doprava
Ljudinovo leží na Něpoloti nedaleko nad jejím ústím do Bolvy v povodí Desny. Na Něpoloti je zde Ljudinovská přehrada. Od Kalugy, správního střediska oblasti, je Ljudinovo vzdáleno přibližně 180 kilometrů jihozápadně.
Přes město vede železniční trať z Vjazmy do Brjansku uvedená do provozu v roce 1934.

## Dějiny
První zmínka o obci je z roku 1626.
Na počátku 18. století zde Jevdokim z rodu Děmidovovů postavil dvě přehrady a slévárnu železa, která byla uvedena do provozu v roce 1738. V roce 1745 byla přistavena ještě železárna.
V roce 1820 odkoupil továrny průmyslník Malcov a od roku 1841 ji začal specializovat na výrobu kolejnic. Po krymské válce v ze stavěly v letech 1857–1858 menší lodě pro Černomořskou flotilu a také říční čluny. V 19. století do města vedla úzkorozchodná železnice a v roce 1879 zde byla vyrobena první nákladní parní lokomotiva. 
Od roku 1925 bylo Ljudinovo sídlem městského typu a od roku 1938 je městem.
Za druhé světové války bylo Ljudinovo 4. října 1941 obsazeno německou armádou. Rudá armáda jej dočasně dobyla zpět 9. ledna 1942 v rámci bitvy o Ržev, než jej opět 17. ledna 1942 obsadila německá armáda. Trvalou kontrolu nad ním získala Rudá armáda až 9. září 1943, kdy jej dobyl Brjanský front při postupu na Brjansk.